# Amphiura anomala
Amphiura anomala är en ormstjärneart som beskrevs av George Richard Lyman 1875. Amphiura anomala ingår i släktet Amphiura och familjen trådormstjärnor. Inga underarter finns listade i Catalogue of Life.